# Alaskozetes antarcticus
Alaskozetes antarcticus is een mijtensoort uit de familie van de Ameronothridae.
De soort komt voor in Antarctica, op het Antarctisch Schiereiland en naburige eilanden in de Zuidelijke Oceaan waaronder de  Zuidelijke Shetlandeilanden en Antwerpeneiland. De soort werd ontdekt tijdens de Belgische Antarctische expeditie in 1897-1899 en beschreven door Albert Davidson Michael in 1903.